# Нова вас (Преддвор)
Нова вас (словен. Nova vas) — поселення в общині Преддвор, Горенський регіон, Словенія. Висота над рівнем моря: 498 м.